# Urmila Mahadev
Urmila Mahadev (Los Angeles) é uma matemática e cientista da computação teórica estadunidense, conhecida por seu trabalho em computação quântica e criptografia quântica.

## Formação e carreira
Urmila Mahadev é natural de Los Angeles, onde seus pais são médicos. Tornou-se interessada em computação quântica quando frequentou um curso de Leonard Adleman na Universidade do Sul da Califórnia, onde graduou-se em 2010.
Seguiu para a Universidade da Califórnia em Berkeley para estudos de pós-graduação, com uma bolsa de estudos da Fundação Nacional da Ciência. Como aluna de Umesh Vazirani em Berkeley, descobriu sistemas de prova interativa que poderiam demonstrar com grande certeza, para um observador usando apenas computação clássica, que um computador quântico executou corretamente uma desejada tarefa de computação quântica.
Obteve um Ph.D. em 2018, e após pesquisas de pós-doutorado em Berkeley tornou-se professora ssistente de computação e ciências matemáticas no Instituto de Tecnologia da Califórnia.

## Reconhecimento
Por seu trabalho sobre a verificação de computação quântica recebeu o Prêmio Machtey no Symposium on Foundations of Computer Science em 2018. Em 2021 foi uma das três recipientes inaugurais do Maryam Mirzakhani New Frontiers Prize por conquistas em carreira pregressa de mulheres matemáticas.